# Râul Teiș, Valea Adâncă
Râul Teiș este un curs de apă, afluent al râului Valea Adâncă. 